# Cixius cunicularia
Cixius cunicularia är en insektsart som först beskrevs av Linnt 1767.  Cixius cunicularia ingår i släktet Cixius och familjen kilstritar. Utöver nominatformen finns också underarten C. c. fusca.